# Oña
Oña è un comune spagnolo di 1 043 abitanti situato nella comunità autonoma di Castiglia e León.

## Località
Oltre al capoluogo il comune comprende le seguenti località:
- Barcina de los Montes
- Bentretea
- Castellanos de Bureba
- Cereceda
- Cornudilla
- Hermosilla
- La Aldea del Portillo de Busto
- La Molina del Portillo de Busto
- La Parte de Bureba
- Penches
- Pino de Bureba
- Tamayo
- Terminón
- Villanueva de los Montes
- Zangández

## Monumenti e luoghi d'interesse

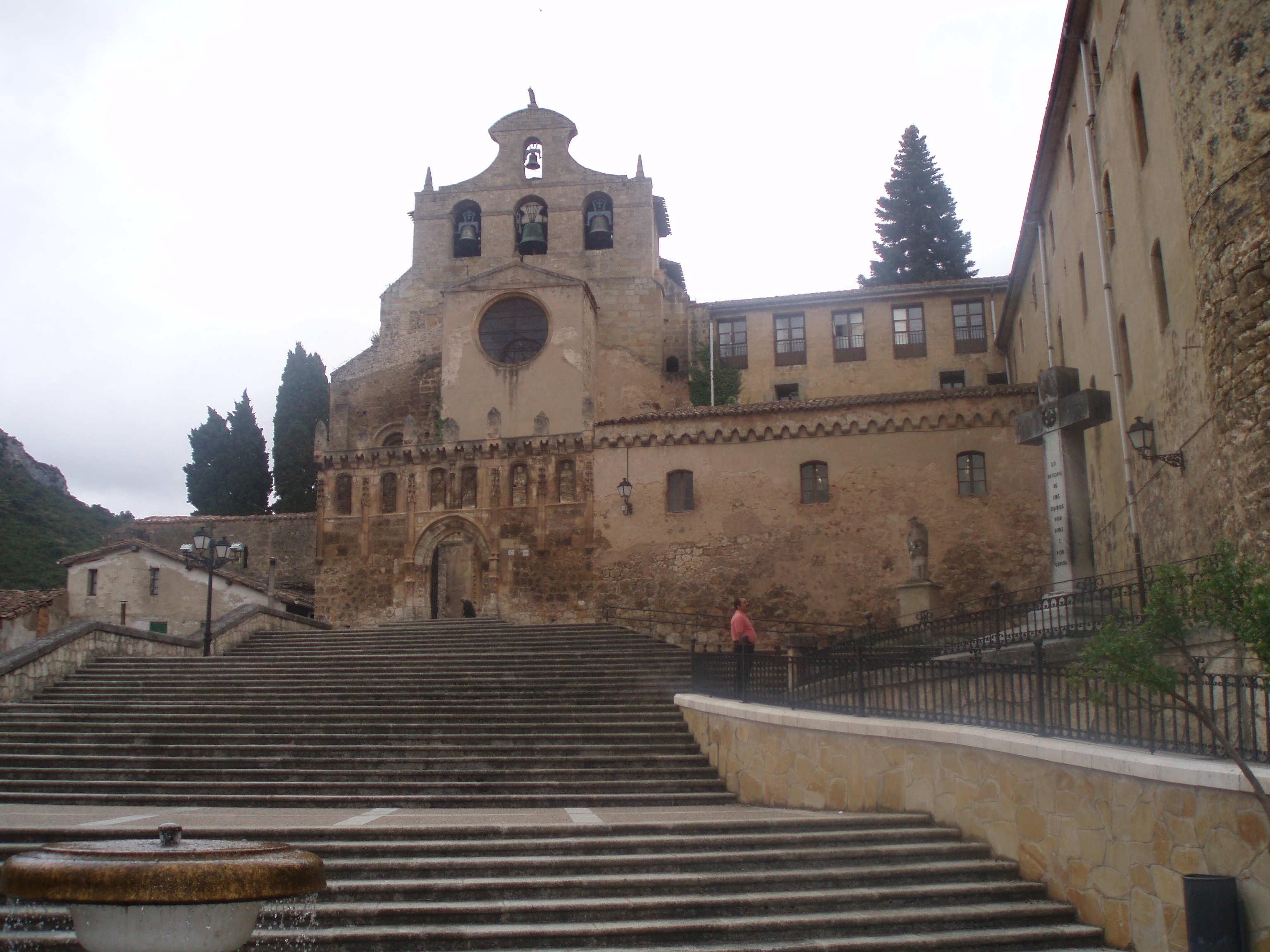
Monastero benedettino di San Salvador

- Monastero benedettino di San Salvador, la cui fondazione risale all'XI secolo. All'interno vi è il ricco arredamento della chiesa, tra cui citare gli stalli del coro (XV secolo), interessanti sepolcri reali ed un Cristo romanico del XII secolo. Degni di nota sono anche il Museo della sagrestia, con una Madonna del XVIII secolo, ed il Chiostro gotico del XV secolo.